# Gasparita-(Ce)
La gasparita-(Ce) és un mineral de la classe dels fosfats, que pertany al grup de la monazita. Rep el seu nom de Giovanni Gaspari, col·leccionista de minerals italià, qui va descobrir el mineral, i pel seu contingut de ceri dominant.

## Característiques
La gasparita-(Ce) és un fosfat de fórmula química Ce(AsO₄). La seva duresa a l'escala de Mohs és 5.
Segons la classificació de Nickel-Strunz, la gasparita-(Ce) pertany a «08.A - Fosfats, etc. sense anions addicionals, sense H₂O, només amb cations de mida gran» juntament amb els següents minerals: nahpoïta, monetita, weilita, švenekita, archerita, bifosfamita, fosfamita, buchwaldita, schultenita, chernovita-(Y), dreyerita, wakefieldita-(Ce), wakefieldita-(Y), xenotima-(Y), pretulita, xenotima-(Yb), wakefieldita-(La), wakefieldita-(Nd), pucherita, ximengita, monacita-(Ce), monacita-(La), monacita-(Nd), rooseveltita, cheralita, monacita-(Sm), tetrarooseveltita, chursinita i clinobisvanita.

## Formació i jaciments
Va ser descoberta en l'àrea del Mt. Cervandone, a Baceno, a la vall de Devero, a la província de Verbano-Cusio-Ossola (Piemont, Itàlia). També ha estat descrita a altres indrets d'Àustria, Alemanya, Noruega, Rússia, Eslovàquia, Sud-àfrica, Suècia, Suïssa, Tadjikistan i els Estats Units.